# Jan Bedřich z Valdštejna
Říšský hrabě Jan Bedřich (Fridrich) z Valdštejna, O.Cr. (německy Johann Friedrich Reichsgraf von Waldstein, 18. srpna 1642 Vídeň – 3. června 1694 Duchcov) byl katolický duchovní, 2. biskup královéhradecký (1668–1675), 16. arcibiskup pražský (1675–1694) a 31. velmistr řádu Křižovníků s červenou hvězdou (1668–1694). Byl posledním z pražských arcibiskupů, který spojoval v jedněch rukou obě hodnosti.

## Život
Narodil se jako mladší syn Maxmiliána hraběte z Valdštejna († 1654) a jeho manželky Marie Polyxeny, roz. hraběnky z Talmberka. Po smrti rodičů byl jeho poručníkem Ferdinand Arnošt z Valdštejna a po jeho smrti Karel Ferdinand z Valdštejna. Dne 14. září 1661 jej král prohlásil zletilým. V letech 1661–1663 absolvoval svou kavalírskou cestu – studoval nejprve v Lovani, odkud pokračoval přes francouzská města do Říma, kde byl jmenován komorníkem papeže Alexandra VII. Pražský arcibiskup kardinál Harrach byl jeho strýc. V roce 1664 převzal správu svých statků v Duchcově, vzápětí však odjel zpátky do Říma, kde pobýval až do roku 1666. Ještě před kněžským svěcením v roce 1665 jej papež Alexandr VII. jmenoval prelátem. Získal také místa kanovníka v Olomouci a ve Vratislavi. Pražští křižovníci s červenou hvězdou ho zvolili v roce 1668 za svého velmistra.

## Biskup

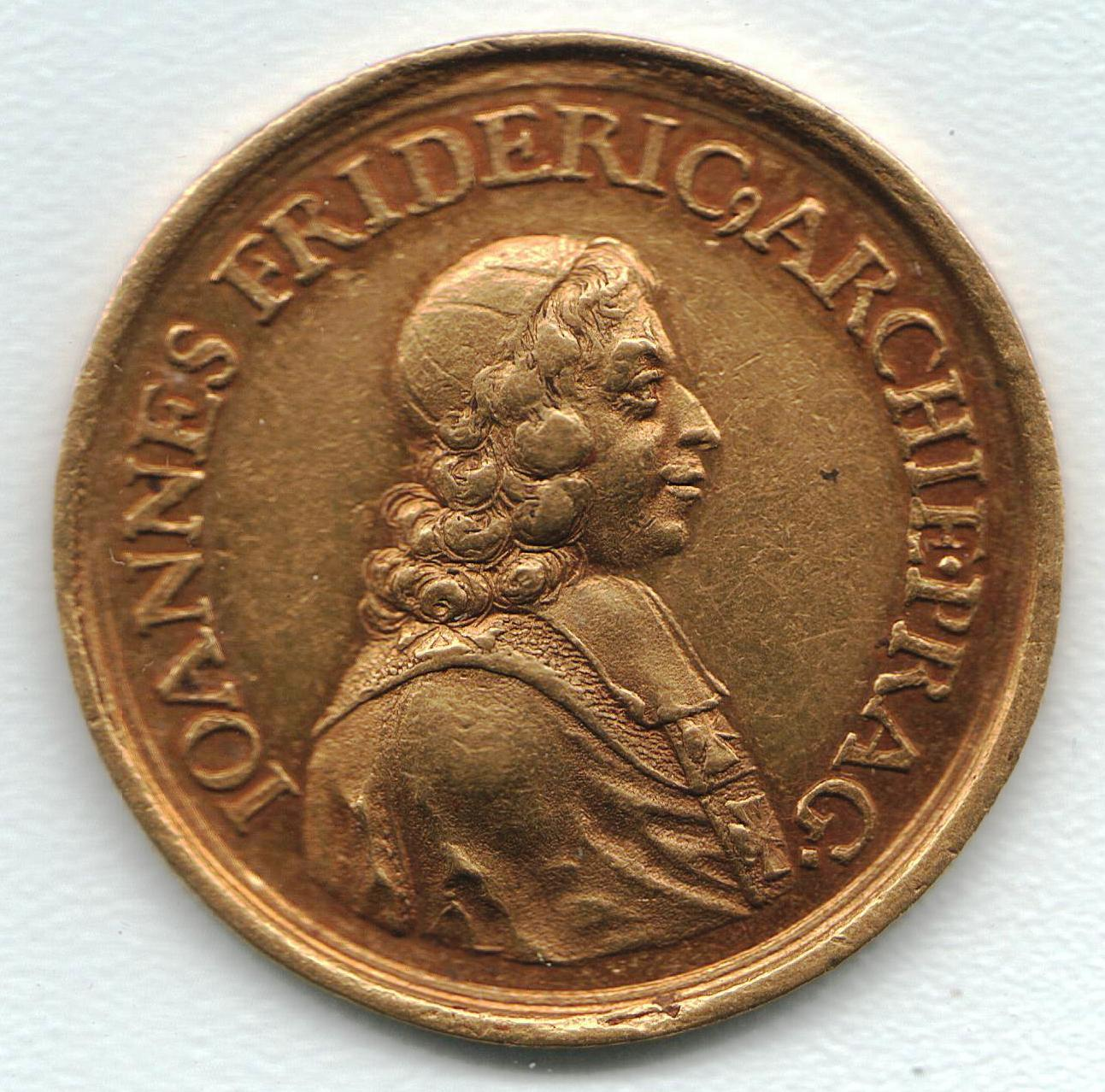
Medaile Johanna Friedricha hraběte Valdštejna, pražského arcibiskupa

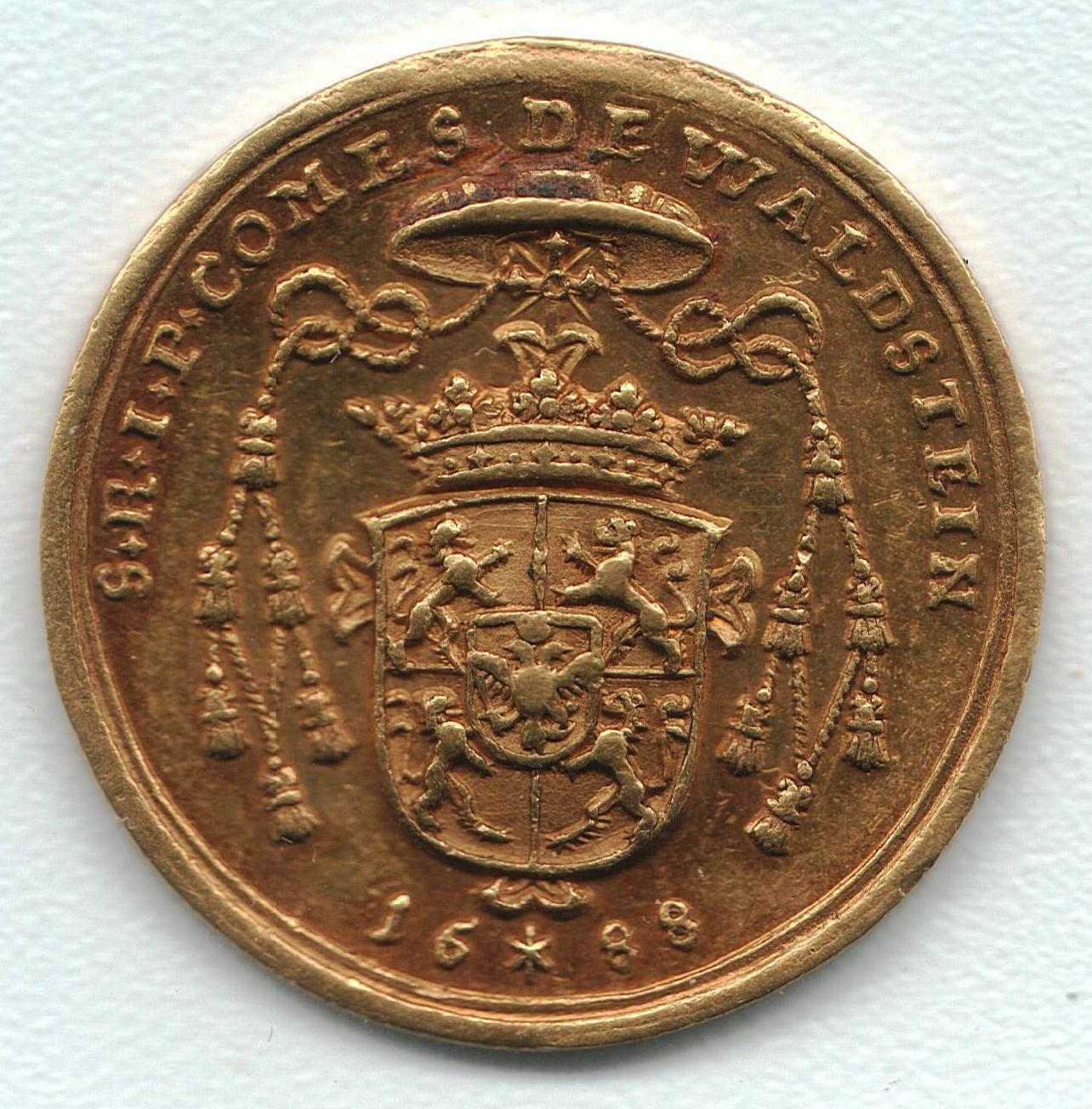
Valdštejnův arcibiskupský erb

Biskupem královéhradeckým byl jmenován v roce 1668, v roce 1675 byl jmenován pražským arcibiskupem; úřadu se slavnostně ujal 14. března 1676. V roce 1677 vyšla jeho předchůdcem připravovaná česká bible, o dva roky později vydal Instrukci pro kněze. Nechal vytisknout Proprium Bohemiae a Rituale Romano-Pragense, které sjednotily liturgickou praxi v diecézi.
Podporoval vznik nových farností, usazování nových řeholí v Čechách a zakládání nových klášterů. Jeho pomocný biskup Jan Ignác Dlouhoveský z Dlouhé Vsi zřídil v Praze Na Zderaze dům pro vysloužilé kněze.
Církevní soudy ztratily v roce 1688 pravomoc trestat zločiny duchovních. Spor s vládou o desátek, který používala na válečné výdaje a požadavek českého sněmu na přímé zdanění duchovenstva, vyvrcholil vyloučením duchovního stavu ze sněmu v roce 1693. Spor urovnala až delegace vyslaná českým duchovenstvem k císaři po Valdštejnově smrti.

## Mecenáš

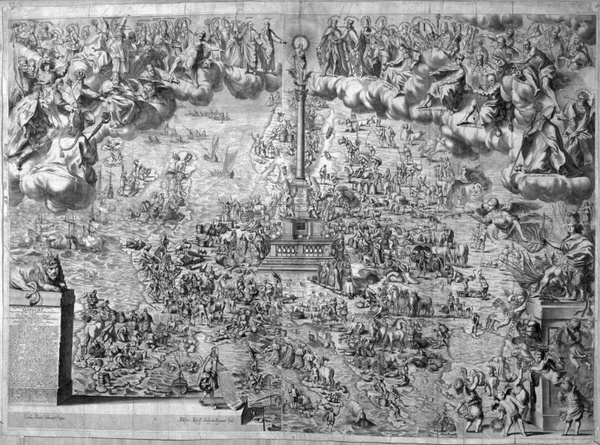
Valdštejnova universitní these od Škréty, 1661

Jan Bedřich byl pilný stavebník. V římském ateliéru malíře Claude Lorraina, jehož obrazy sbíral, se seznámil i s Jeanem Baptistou Matheyem, který jej následoval do Čech jako jeho dvorní architekt. V pětadvaceti letech byl jedním z nejmladších mecenášů tehdejšího Říma.
Spolu s bratrem Karlem Ferdinandem stavěl Valdštejn od roku 1667 rodinný palác na Malé Straně (dnešní Buquoyský, sídlo francouzského velvyslanectví). Vzal na sebe náklad na stavbu jedné ze 44 kapliček Svaté cesty z Prahy do Staré Boleslavi. Začaly se stavět v roce 1674, v horních rozích byl namalován znak a jméno stavebníka.
Od roku 1675 stavěl jako křižovnický velmistr kostel sv. Františka s Assisi na Starém Městě v Praze, který již jako arcibiskup v roce 1688 posvětil. Arcibiskupskou tvrz v Louňovicích pod Blaníkem přestavěl na zámek. Na vstupní bráně je dodnes jeho znak a letopočet 1675.
V letech 1676 až 1694 zcela přestavěl arcibiskupský palác na Hradčanech. Matheyovo dílo je základem dnešního vzhledu paláce včetně balkónu z červeného sliveneckého mramoru s nápisem Johannes Fridericus archiepiscopus Pragensis.
Povznesl válkou a morem zničený Týn nad Vltavou na arcibiskupském panství. Obnovil zde děkanský chrám sv. Jakuba a na novém hřbitově za městem, založeném při morové epidemii, vystavěl hřbitovní kostelík sv. Víta. Sídlo hejtmana v přilehlých Hněvkovicích přestavěl na barokní zámeček obklopený zdí se dvěma branami. Jeho znak a letopočet 1685 je nad zámeckým vchodem. V Červené Řečici upravil arcibiskupský zámek. V poutním místě Chlum Svaté Maří roku 1687 povýšil faru na proboštství, čímž dal impuls barokní přestavbě poutního kostela na chrám a klášter; dříve připisované Jeanovim Baptistovi Matheyovi, ale dle archiválií díla podle plánů Kryštofa Dientzenhofera od jeho políra Wolfganga Braunbocka (viz J. Pelant, Města a městečka).
V letech 1675 až 1685 přestavěl rodinný zámek v Duchcově, včetně kostela. Architekt Matthey mu pak v letech 1685–1694 postavil ve valdštejnském Litvínově kostel sv. Michala.
Na duchcovském zámku umístil svou rozsáhlou knihovnu, do které získal i část knihovny a rukopisů dějepisce Tomáše Pešiny z Čechorodu (1629–1680), původně odkázaných klášteru v Obořišti. Jsou to především rukopisy z knihovny pánů z Lípy, darované Pešinovi Čeňkem Hovorou z Lípy, mezi nimiž jsou i rukopisy Kroniky pražské Bartoše Písaře, Historie církevní Pavla Skály, z husitské polemické literatury skládání Václav, Havel a Tábor, rozličné městské kroniky i rukopisy samého Pešiny. Měl zde i bohatě ilustrované dílo o Číně Athanasia Kirchnera, vydané v Amsterdamu v roce 1667. Arcibiskupova knihovna je dnes na zámku v Mnichově Hradišti, ve správě Národního muzea.
Z rodinného majetku vytvořil v roce 1667 svěřenství, se zajímavým ustanovením, že po otci nemá dědit nejstarší, ale nejzasloužilejší syn. Tento majetek odkázal svému prasynovci, Janu Josefovi z Valdštejna.
Zemřel 3. června 1694 v Duchcově a pochován je ve valdštejnské kapli katedrály sv. Víta.